# Munjeong di Joseon
Munjeong (문정?, 文定?; 2 dicembre 1501 – 5 maggio 1565) è stata una regina consorte coreana. Terza moglie del re Jungjong, fu reggente per loro figlio Myeongjong dal 1545 al 1553, e tra i principali fautori della rinascita del buddhismo coreano nel XVI secolo.

## Biografia

### Primi anni, matrimonio e maternità
Munjeong (nome postumo) nacque il 2 dicembre 1501 da Yun Ji-im, del bon-gwan Yun di Papyeong, e sua moglie, bubuin Jeonseong della famiglia Yi. Suo padre era ministro dell'Ufficio dei parenti reali. Nel 1517, due anni dopo la morte della regina Janggyeong, sposò il sovrano, Jungjong. Venne scelta reputando che si sarebbe presa cura del principe ereditario Injong in virtù della propria parentela con la sua defunta madre (Munjeong e Janggyeong erano lontane cugine), ma dopo la nascita del proprio figlio, il principe Gyeongwon (re Myeongjeong) nel 1534, ella cominciò a desiderare che fosse quest'ultimo a regnare sul Joseon. Le si oppose il politico Kim An-ro, che ordì un piano per deporla, ma fu scoperto e giustiziato nel 1537: il vuoto politico fu colmato da una parte dalla fazione dei "grandi Yun" guidata da Yun Im, uno dei fratelli maggiori della defunta regina Janggyeong; dall'altra si schierarono invece gli "Yun minori", ovverosia Munjeong e due dei suoi fratelli, Yun Won-hyeong (1503-1565) e Yun Won-ro (?-1547).
Mentre le due fazioni restavano coinvolte in un confronto teso, Jungjong morì e Injong salì al trono nel novembre 1544, ma morì di malattia dopo appena otto mesi di regno, senza lasciare eredi: secondo una leggenda, si ammalò irreversibilmente dopo aver mangiato dei tteok che Munjeong gli aveva dato. Gyeongwon gli succedette, ma, siccome aveva solo 12 anni, sua madre gli fece da reggente finché raggiunse la maggiore età nel 1553.

### Reggenza
Munjeong aveva acquisito e fortificato il proprio potere politico già durante i regni del marito e del figliastro, il quale, desiderando ottenere il suo favore, aveva talvolta gestito gli affari di Stato secondo i suoi ordini e cercato di assegnare posizioni di prestigio ai suoi parenti: la regina reggente difatti si affidava considerevolmente ai propri familiari, e fece degli eunuchi di palazzo i propri informatori, favorendo specialmente Bak Han-jong, il direttore del Naesusa (l'Ufficio del tesoro reale). Nel 1545, ella ordinò al fratello Won-hyeong di epurare i grandi Yun, un'azione che consentì agli Yun minori di ottenere un considerevole potere e che è passata alla storia come Eulsa sahwa, "epurazione dell'anno Eulsa". Nel settembre 1547, sul muro della stazione di Yangjae comparve una scritta che la accusava di aver usurpato il potere: provocò l'esilio di oltre venti persone e la condanna a morte dei grandi Yun sopravvissuti all'epurazione dell'anno Eulsa, tra cui il principe Bongseong, figlio di Jungjong e di una sua concubina, Huibin Hong.
Sia durante la reggenza che negli ultimi anni della sua vita, Munjeong si prodigò per riportare in auge il buddhismo, divenendone una dei principali promotori. Il suo impegno in tal senso incontrò forti resistenze, in quanto il Joseon aveva ereditato le politiche contro il buddhismo dal precedente regno di Goryeo, ma i problemi derivanti dal numero crescente di monaci esentati dal servizio militare e dal lavoro di corvée avevano causato dei problemi sociali. Nel 1550 reintegrò gli ordini monastici Seon e Gyo, mentre l'anno successivo, seguendo diverse raccomandazioni, scelse il monaco Bou, che tre anni prima aveva nominato abate del monastero di Bongeunsa, come leader per guidare la riforma buddhista, e in seguito come ministro degli affari militari, una decisione che gli studenti del Sŏnggyun'gwan, l'accademia nazionale confuciana, accolsero abbandonando le classi in segno di protesta. Nel 1552 reintrodusse gli esami per i monaci, aboliti dal 1504, che sarebbero stati condotti da lì fino al 1566. Il suo sostegno al buddhismo fu evidente anche nella promozione della produzione di dipinti religiosi, che durante la sua reggenza raggiunse il picco. Nel corso degli anni Sessanta del 1500 commissionò cinque raffigurazioni del Buddha della guarigione e due dipinti su rotolo, finanziò 200 rappresentazioni di arhat e 400 dipinti buddhisti tra cui ritratti di Śākyamuni, Maitreya e Amitābha.
Durante la sua reggenza, Munjeong fu coinvolta in 45 affari di Stato: 15 sulla gestione del personale (come la stima di meriti e riconoscimenti, la messa in stato di accusa e il rendimento negativo dei funzionari), 9 casi di persuasione, 4 decisioni di diritto penale e 3 sul buddhismo, l'opinione pubblica e l'istruzione. Conduceva conferenze reali, udienze e incontri faccia a faccia con gli alti funzionari dei Sei ministeri (Yukjo), mentre opprimeva i rimostranti che cercavano di limitare la sua sovranità. Nonostante fosse riconosciuta per la sua intelligenza e il suo carisma, le sue azioni suscitarono critiche alla sua amministrazione autoritaria, provocarono forti pressioni al sovrano, l'eccessiva dipendenza dai suoi familiari, e il controllo esclusivo dell'amministrazione finanziaria e del personale.

### Ultimi anni, morte e sepoltura
Munjeong conservò il proprio potere anche dopo aver lasciato la posizione di reggente, esercitando un'influenza assoluta. Un ambasciatore cinese che visitò la corte Joseon nel 1562 commentò che "la madre del re deteneva potere politico e agiva prepotentemente. Amministrava gli affari nazionali come aveva pianificato e nessuno poteva farle cambiare idea". Gli Annali della dinastia Joseon riportano che "era una donna dal carattere severo e saldo. Non si ammorbidiva in volto quando affrontava il re. Mentre ella amministrava gli affari di Stato da dietro il velo, il re fece fatica a mostrare il proprio potere sovrano a sua discrezione".
Uno dei suoi ultimi atti fu avviare la ricostruzione del tempio Hoeamsa di Yangju. Nel 1565, in punto di morte, inviò un messaggio a corte in cui continuò a esprimere il proprio supporto al buddhismo:
Sordi alle sue parole, dopo la sua dipartita i confuciani ripresero a perseguitare il buddhismo, allontanando il monaco Bou, che sarebbe poi stato ucciso in esilio, e sostenendo che la regina reggente avesse legami romantici con lui, un'affermazione che venne tramandata per secoli. Gli Yun minori persero inoltre tutto il loro potere e Yun Won-hyeong fu cacciato dalla capitale, morendo in campagna.
Munjeong desiderava essere sepolta accanto al marito, ma ciò non era possibile perché il posto era già occupato dalla regina Janggyeong. Nel 1542, dopo essersi consultata con Bou, spostò i resti del coniuge dalla tomba reale di Seosamneung a quella di Jeongneung, ma la posizione la rendeva soggetta ad allagamenti frequenti causati dalle piogge estive. Le spoglie di Munjeong vennero quindi tumulate nella tomba reale Taereung, nel distretto di Nowon a Seul.

## Ascendenza
|                    |   |             | Genitori |  |  | Nonni |  |  | Bisnonni      |  |  | Trisnonni   |  |
|                    |   |             |          |  |  |       |  |  | Yun Gye-gyeom |  |  | Yun Sa-heun |  |
|                    |   |             |          |  |  |       |  |  | Yun Gye-gyeom |  |  | Yun Sa-heun |  |
|                    |   | Signora Gim |          |  |  |       |  |  | Yun Gye-gyeom |  |  |             |  |
| Yun Uk             |   |             |          |  |  |       |  |  | Yun Gye-gyeom |  |  |             |  |
|                    |   | …           | …        |  |  |       |  |  |               |  |  |             |  |
|                    |   | …           | …        |  |  |       |  |  |               |  |  |             |  |
|                    |   | …           | …        |  |  |       |  |  |               |  |  |             |  |
| Yun Ji-im          |   | …           |          |  |  |       |  |  |               |  |  |             |  |
|                    |   | …           | …        |  |  |       |  |  |               |  |  |             |  |
|                    |   | …           | …        |  |  |       |  |  |               |  |  |             |  |
|                    |   | …           | …        |  |  |       |  |  |               |  |  |             |  |
| Signora Jeong      |   | …           |          |  |  |       |  |  |               |  |  |             |  |
|                    |   | …           | …        |  |  |       |  |  |               |  |  |             |  |
|                    |   | …           | …        |  |  |       |  |  |               |  |  |             |  |
|                    |   | …           | …        |  |  |       |  |  |               |  |  |             |  |
| Munjeong di Joseon |   | …           |          |  |  |       |  |  |               |  |  |             |  |
|                    | … | …           |          |  |  |       |  |  |               |  |  |             |  |
|                    | … | …           |          |  |  |       |  |  |               |  |  |             |  |
|                    | … | …           |          |  |  |       |  |  |               |  |  |             |  |
| Yi Deok-sung       | … |             |          |  |  |       |  |  |               |  |  |             |  |
|                    |   | …           | …        |  |  |       |  |  |               |  |  |             |  |
|                    |   | …           | …        |  |  |       |  |  |               |  |  |             |  |
|                    |   | …           | …        |  |  |       |  |  |               |  |  |             |  |
| Bubuin Jeonseong   |   | …           |          |  |  |       |  |  |               |  |  |             |  |
|                    |   | …           | …        |  |  |       |  |  |               |  |  |             |  |
|                    |   | …           | …        |  |  |       |  |  |               |  |  |             |  |
|                    |   | …           | …        |  |  |       |  |  |               |  |  |             |  |
| Signora Hong       |   | …           |          |  |  |       |  |  |               |  |  |             |  |
|                    |   | …           | …        |  |  |       |  |  |               |  |  |             |  |
|                    |   | …           | …        |  |  |       |  |  |               |  |  |             |  |
|                    |   | …           | …        |  |  |       |  |  |               |  |  |             |  |
|                    |   | …           |          |  |  |       |  |  |               |  |  |             |  |

## Discendenza
Munjeong ebbe un figlio maschio e quattro figlie femmine insieme al marito:
1. Yi Ok-hye, principessa Uihye (1521-1564)
2. Yi Ok-ryeon, principessa Hyosun (1522-1538)
3. Yi Ok-hyeon, principessa Gyeonghyeon (1530-1584)
4. Yi Hwan, principe Gyeongwon, il re Myeongjong (1534-1567)
5. Principessa Insun (1542-1545)